# Provincia di Kermanshah
La provincia di Kermanshah (in curdo: Kirmaşan in persiano: كرمانشاه) è una delle trentuno province dell'Iran.

## Geografia antropica

### Suddivisioni amministrative
La provincia è divisa in 14 shahrestān:
- Shahrestān di Dalahu
- Shahrestān di Eslamabad-e Gharb
- Shahrestān di Gilan-e Gharb
- Shahrestān di Harsin
- Shahrestān di Javanrud
- Shahrestān di Kangavar
- Shahrestān di Kermanshah
- Shahrestān di Paveh
- Shahrestān di Qasr-e-Shirin
- Shahrestān di Ravansar
- Shahrestān di Sahneh
- Shahrestān di Salas-e-Babajani
- Shahrestān di Sarpol-e-Zahab
- Shahrestān di Sonqor